# Tantramar (circonscription provinciale)
Circonscription électorale provinciale du Canada
Tantramar (auparavant Memramcook-Tantramar) est une circonscription électorale provinciale du Nouveau-Brunswick, au Canada. Elle est représentée à l'Assemblée législative depuis 1974.

## Géographie
La circonscription comprend:
- Le village de Memramcook, Dorchester, Sackville, Cap-Tourmentin, Murray Corner et Port Elgin
- Les communautés de Little Shemogue, Melrose, Anderson Settlement, Baie-Verte, Jolicœur, Midgic, Lower Sackville, Upper Sackville, Aulac, Westlock, Aboujagane, Calhoun, Upper Dorchester, Middleton, Taylor Village, Dorchester Cape et Rockport

## Liste des députés
| Législature                                    | Années       | Député       | Député             | Parti                     |
| ---------------------------------------------- | ------------ | ------------ | ------------------ | ------------------------- |
| Tantramar Circonscription issue de Westmorland |              |              |                    |                           |
| 48e                                            | 1974-1978    |              | Llyod Folkins      | Progressiste-conservateur |
| 49e                                            | 1978-1982    |              | Llyod Folkins      | Progressiste-conservateur |
| 50e                                            | 1982-1987    |              | Robert Arthur Hall | Néo-démocrate             |
| 51e                                            | 1987-1991    |              | Marilyn Trenholme  | Libéral                   |
| 52e                                            | 1991-1995    |              | Marilyn Trenholme  | Libéral                   |
| 53e                                            | 1995-1997    |              | Marilyn Trenholme  | Libéral                   |
| 53e                                            | 1997-1999    |              | Llyod Folkins      | Progressiste-conservateur |
| 54e                                            | 1999-2003    |              | Llyod Folkins      | Progressiste-conservateur |
| 55e                                            | 2003-2006    |              | Llyod Folkins      | Progressiste-conservateur |
| 56e                                            | 2006-2010    | Mike Olscamp |                    | Progressiste-conservateur |
| 57e                                            | 2010-2014    | Mike Olscamp |                    | Progressiste-conservateur |
| Memramcook-Tantramar                           |              |              |                    |                           |
| 58e                                            | 2014-2018    |              | Bernard LeBlanc    | Libéral                   |
| 59e                                            | 2018-2020    |              | Megan Mitton       | Vert                      |
| 60e                                            | 2020-2024    |              | Megan Mitton       | Vert                      |
| Tantramar                                      |              |              |                    |                           |
| 61e                                            | 2024-Présent |              | Megan Mitton       | Vert                      |